# 213 г. пр.н.е.
213 (двеста и тринадесетта) година преди новата ера (пр.н.е.) е година от доюлианския (Помпилийски) римски календар.

## Събития

### В Римската република
- Консули са Квинт Фабий Максим и Тиберий Семпроний Гракх.
- Рим си възвръща контрола на Арпи.[1]
- В началото на годината Марк Клавдий Марцел, след като първоначалните му атаки срещу градските стени са отбити, подлага Сиракуза на продължила около две години обсада.[1][2] В борбата си с римляните населението и военните сили в града се ползват от инженерната мисъл на известния учен Архимед, който построява редица машини спомогнали за отбраната на града.[2]
- Оставяйки част от армията да поддържа обсадата, Марцел се заема да покори околните зависими от Сиракуза градове.[2]
- Картагенска армия начело с Химилкон и наброяваща 25000 пехота и 3000 кавалерия дебаркира в Сицилия и превзема Агригент.[2][3]

### В Испания
- Братята Сципиони, Публий Корнелий Сципион и Гней Корнелий Сципион Калв, посрещат посланици на царя на Западна Нумидия Сифакс, който се е разбунтувал срещу Картаген. Те сключват съюз и римляните изпращат войници, които да тренират армията му за борба с картагенците и техния съюзник Масиниса.[2]

### На Балканите
- Филип V Македонски побеждава илирите в битката при Лисос и завладява града и околностите му.[1]

### В Мала Азия
- Антиох III в съюз с пергамския цар Атал I успява да плени и екзекутира сепаратиста Ахей, който се е обявил за самостоятелен владетел, след дълга обсада на град Сарди.

## Починали
- Арат от Сикион, древногръцки пълководец и държавник (роден 271 г. пр.н.е.)
- Ахей, селевкидски генерал и сепаратист
- Луций Корнелий Лентул Кавдин, римски политик
- Гай Папирий Мазон, римски политик